# Benitagla
Benitagla é um município da Espanha na província de Almería, comunidade autónoma da Andaluzia, de área 7 km² com população de 88 habitantes (2009) e densidade populacional de 12,57 hab./km².

## Demografia
| Variação demográfica do município entre 1991 e 2008 | Variação demográfica do município entre 1991 e 2008 | Variação demográfica do município entre 1991 e 2008 | Variação demográfica do município entre 1991 e 2008 | Variação demográfica do município entre 1991 e 2008 |
| --------------------------------------------------- | --------------------------------------------------- | --------------------------------------------------- | --------------------------------------------------- | --------------------------------------------------- |
| 1991                                                | 1996                                                | 2001                                                | 2004                                                | 2008                                                |
| 117                                                 | 111                                                 | 89                                                  | 66                                                  | 94                                                  |